# Virola pavonis
Virola pavonis är en tvåhjärtbladig växtart som först beskrevs av A. Dc., och fick sitt nu gällande namn av A. C. Smith. Virola pavonis ingår i släktet Virola och familjen Myristicaceae. Inga underarter finns listade i Catalogue of Life.